# 北川昌典
北川 昌典（きたがわ まさのり、1931年（昭和6年）11月20日 - 2019年（令和元年）10月25日）は、日本の政治家。位階は従四位。日本社会党衆議院議員（1期）、日南市長（2期）。

## 来歴
高知県・宮崎県出身。1950年、宮崎県立日南高等学校卒業。日南市職組書記長、日南市議(3期)、宮崎県議(3期)を経て、1990年の総選挙で旧宮崎2区から立候補して初当選。1993年の総選挙に落選。1996年、日南市長に当選。2期務めた。2005年、旭日中綬章受章。
2019年10月25日午前4時5分、胆管がんのため日南市の病院で死去。87歳没。死没日をもって従四位に叙される。